# Yigoga toxistigma
Yigoga toxistigma là một loài bướm đêm trong họ Noctuidae.